# Le Dernier Gardien
Le Dernier Gardien est le huitième et dernier tome des aventures d'Artemis Fowl d'Eoin Colfer, il est sorti le 10 juillet 2012 en Angleterre et aux États-Unis et est sorti le 24 janvier 2013 en France.

## Trame
Chapitre 1 : Après six mois de traitement, Artemis Fowl est guéri du complexe d'Atlantis qu'il avait développé dans le précédent tome. Une alerte mobilise alors soudainement l'ensemble des FAR (Forces Armées de Régulation) ainsi qu'Artemis, Butler et Holly Short : Opale Koboï (ennemie récurrente) a organisé une opération pour s'enfuir de la prison d'Atlantide où elle est enfermée. La tentative est particulièrement complexe. Deux nains à son service utilisent un canal vidéo en direct avec les FAR et menacent de tuer, dans les 15 minutes à venir, une autre Opale Koboï plus jeune que la première, venant du passé à cause d'un accident temporel à la fin du tome 6 de la série. Si cette « Opale Koboï du passé » venait à être tuée, l'anomalie temporelle de sa présence dans le présent détruirait aussi la seconde Opale Koboï ainsi que tout ce que cette dernière a créé au cours des cinq dernières années (notamment la quasi-totalité des technologies sorties des industries Koboï), libérant une énergie quantique phénoménale qui engendrerait des dommages inestimables dans le monde féérique souterrain ainsi que dans le monde humain à la surface. Malgré diverses tentatives, il est impossible de faire revenir les ravisseurs à la raison, qui connaissent les possibles conséquences de leur geste et s'en moquent.
Chapitre 2 : Pour éviter le pire, les FAR transfèrent Opale Koboï de sa prison d'Atlantide vers un conduit nucléaire qui devrait lui permettre de ne pas exploser dans le cas où la seconde Opale serait exécutée (une telle explosion détruirait l'Atlantide). Au QG des FAR, Artemis Fowl reconnaît soudainement sur l'image vidéo que les ravisseurs et l'otage se trouvent dans la cave du manoir de sa famille en Irlande. Cette information est confirmée par l'un des deux preneurs d'otage trop bavard, qui se fait immédiatement exécuter par le second preneur d'otage.
Chapitre 3 : Le lecteur omniscient sait que tout se déroule tel qu'Opale le souhaitait. Artemis, Holly et Butler essaient de remonter à la surface vers le manoir des Fowl, mais ne sont qu'en cours de chemin lorsque l'« Opale Koboï du passé » se fait exécuter à la fin du temps imparti. L'exécution déclenche un cataclysme absolu dans le monde féérique et humain avec la destruction de toute la micro-technologie sortie des entreprises Koboï. L'auteur décrit un grand désordre mondial et un retour momentané à l'âge du papier. 
Chapitre 4 : La navette d'Artemis, Holly et Butler n'est pas affectée par les destructions. Opale, par le phénomène quantique généré par l'assassinat de son double, se transforme pour quelques heures en une énergie lumineuse sans enveloppe corporelle très définie. Son état lui permet de sortir du tube où elle était enfermée et de se diriger vers le manoir des Fowl en traversant toutes les matières sans rencontrer de résistance.
Chapitre 5 : Sous le manoir des Fowl, une armée d'anciens guerriers magiques, les Berserkers, se réveillent de leur mort avec l'envie de détruire l'humanité. Juliet, la sœur de Butler qui jouait sur le terrain du manoir avec les deux petits frères d'Artemis, est quant à elle assommée par le preneur d'otage sorti de la cave.
Chapitre 6 : Opale, qui a réveillé les âmes des Berserkers, les fait remonter à la surface en ouvrant la porte qui les gardait enfermés. Ces âmes prennent possessions de tous les corps vivants ou morts des alentours : Juliet et les deux frères d'Artemis sont choisis par de grands guerriers. La navette d'Artemis, Holly et Butler arrive alors et s'écrase dans le domaine des Fowl. Holly possède une rune de protection sur le cou qui l'empêche d'être possédée par un Berserker. Elle parvient à reproduire la même rune sur Artemis et Butler pour leur éviter le même sort que Juliet et les frères Myles et Beckett. Contrariée, Opale ordonne à ses soldats de tuer les trois nouveaux personnages, mais le sol s'ouvre en dessous d'eux en les sauvant d'une mort certaine.
Chapitre 7 : Les trois compagnons chutent dans un tunnel creusé par le nain Mulch Diggums, personnage récurrent de la série. Celui-ci les a sauvés sans vraiment se rendre compte de la situation. Protégés sous terre, les personnages écoutent Holly expliquer en détail la légende des Berserkers. D'après Holly, Opale devrait essayer d'ouvrir avant le lendemain matin la « porte de l'Apocalypse » (seconde porte après celle des Berserkers) pour détruire l'humanité, après quoi sa magie extrême disparaîtra. Les personnages veulent l'en empêcher mais n'ont aucun plan.
Chapitre 8 : L'auteur nous présente Mumf, l'un des plus vieux trolls toujours en vie, qui se dirige vers le manoir des Fowl.
Chapitre 9 : Opale organise son armée de Berserkers pour qu'ils la protègent lorsqu'elle essaiera d'ouvrir la seconde porte. De leur côté, Artemis, Butler et Holly remontent par un tunnel de Mulch jusque dans la cave du manoir des Fowl. Le manoir est néanmoins déjà occupé par des Berserkers qui montent la garde.
Chapitre 10 : Les Berserkers Bellico (corps de Juliet) et Gobtou (corps de Myles) investissement le bureau d'Artemis. Lorsque les trois héros s'y rendent, les deux groupes s'affrontent. Holly parvient finalement à maîtriser Gobtou et Butler maîtrise Bellico, mais celle-ci parvient à s'enfuir par la fenêtre.
Chapitre 11 : Mulch se fait repérer par Opale alors qu'il essaie de récupérer des armes dans la navette de Holly, Artemis et Butler. Des Berserkers ont pour ordre de le trouver et le tuer.
Chapitre 12 : Dans le monde souterrain, pour surveiller Haven-Ville en plein chaos, le centaure Foaly (qui travaille avec les FAR) envoie des LAMParc, une invention personnelle constituée de petites libellules-caméras avec micro. Un LAMParc est envoyé chez sa femme Caballine pour vérifier que tout va bien. Il voit Caballine ouvrir un paquet étrange qui se révèle être un puissant émetteur d'ondes attirant des gobelins criminels échappés de prison. Caballine est en danger ; Foaly part précipitamment.
Chapitre 13 : Artemis, Butler et Holly parviennent à faire sortir l'âme de Gobtou du corps de Myles par un bluff consistant à lui laisser croire qu'ils connaissent une méthode pour emprisonner son âme dans un baril de graisse où il vivrait éternellement.
Chapitre 14 : Foaly part sauver Caballine qui est déjà en train de combattre les gobelins avec une technique bien maîtrisée mais insuffisante. Foaly sauve sa dulcinée en enfermant tous les gobelins dans un espace en rupture temporelle qui les fait vivre cinq ans en l'espace de cinq secondes. Ils ont totalement oublié Caballine à leur libération.
Chapitre 15 : Artemis, Butler et Holly partent rejoindre un avion secret d'Artemis Fowl dans une grange éloignée, car l'avion possède un laser capable de mettre hors service la seconde porte magique dont s'occupe Opale. Les héros sont attaqués en chemin par des criquets favorables aux Berserkers et se rendent compte trop tard qu'un piège leur était tendu dans la grange par Bellico (Juliet) et une armée de Berserkers. Butler est assommé.
Chapitre 16 : Les Berserkers commencent à attaquer l'avion et ses occupants lorsque Mulch arrive au cou du troll Mumf qu'il a rencontré en voulant s'échapper sous terre. À l'aide du troll, Mulch combat les Berserkers et aide à propulser l'avion à sa manière pour sauver les héros. Les trois occupants parviennent à rejoindre le manoir des Fowl. Artemis a un second plan qui semble impliquer son propre sacrifice.
Chapitre 17 : Artemis établit une liaison personnelle avec Foaly par le biais d'un LAMParc capturé auparavant. Le centaure doit lui envoyer en urgence deux objets non révélés au lecteur. L'un des deux objets semble impliquer de graves conséquences.
Chapitre 18 : Les objets parviennent au manoir : Holly les voit et devine l'intention d'Artemis. Elle insiste pour prendre le risque du sacrifice à sa place, mais Artemis l'endort puis part en pleine nuit à la rencontre d'Opale qui est sur le point d'ouvrir la seconde porte. Lorsque Artemis arrive, Opale lui explique qu'après de nombreux rites de magie noire, elle a désormais devant elle deux boutons que seule elle-même peut activer : l'un pour libérer l'Apocalypse, l'autre pour libérer l'âme des Berserkers et empêcher l'Apocalypse. Artemis, qui a amené le corps de Holly, insiste avec pathétisme pour vérifier que même la main de Holly ne pourrait empêcher le désastre. Opale prend la main de Holly pour appuyer sur le bouton annulant l'Apocalypse : rien ne semble se passer. Toutefois Opale se rend compte, trop tard, qu'il ne s'agissait pas du corps de Holly, mais d'un clone d'elle-même portant un masque (tous deux envoyés par Foaly), clone qu'elle avait réalisé plusieurs années auparavant pour s'évader de prison. La main du clone a déclenché le mécanisme : les âmes des Berserkers sont libérées, l'âme d'Opale est détruite, et Artemis est tué lui aussi devant les yeux incrédules de Butler et Holly qui peuvent toutefois recevoir quelques dernières consignes orales d'Artemis avant le drame.
Chapitre 19 : Six mois plus tard, l'auteur décrit un monde humain reconstruit, vivant désormais dans les principes de l'écologie à la suite d'une méfiance généralisée envers les technologies. Holly, Butler et Foaly ont mis en action les dernières consignes d'Artemis pour créer un clone de lui-même et l'apporter à l'endroit où le drame a eu lieu. L'âme d'Artemis, qui n'a pas été emportée par le sortilège et vagabonde toujours sur le terrain, réintègre alors le corps cloné. Artemis retrouve petit à petit ses souvenirs et Holly l'aide en lui faisant le récit des aventures qu'il a connues depuis Hô-Chi-Minh-Ville correspondant au premier tome de la série.

## Éditions
Édition anglaise : Hypérion Books 2012